# Reflejo de Landau

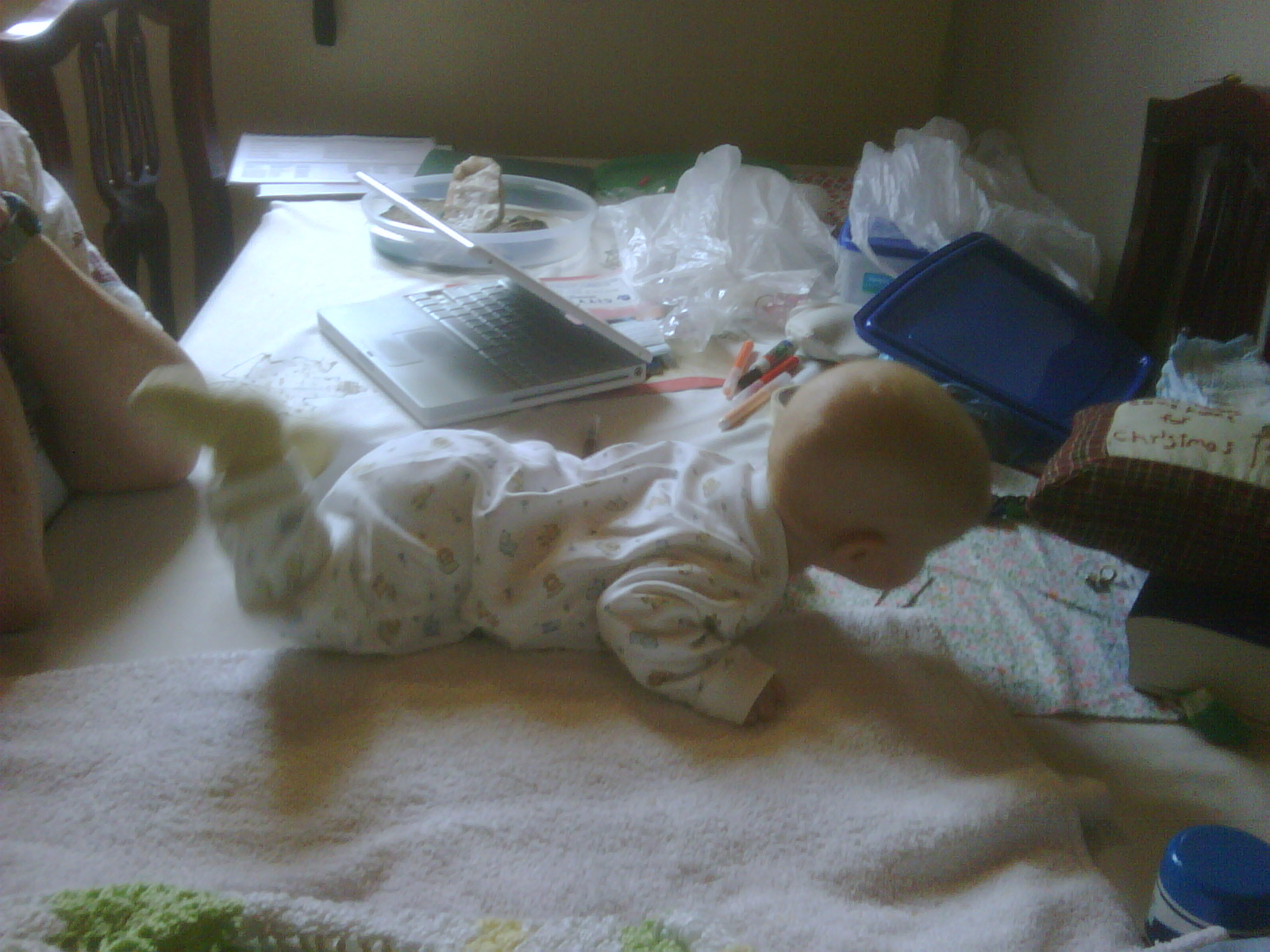
Postura de la cabeza, arco de espalda y extensión de las piernas y brazos de manera refleja.

El reflejo de Landau o reacción de Landau se refiere a un reflejo que se observa en los bebés cuando se los sostiene horizontalmente en posición prona. Aparece 3 meses después del nacimiento y dura hasta los 12 a 24 meses de edad. El reflejo normal de los bebés cuando se los sostiene en posición prona horizontal es mantener un arco convexo con la cabeza elevada y las piernas ligeramente flexionadas. Es deficiente en aquellos con síndrome del lactante flácido y exagerada en lactantes hipertónicos y opistotónicos.
Un reflejo de Landau que no produce una reacción normal puede indicar hipotonía o hipertonía y puede indicar un problema de desarrollo motor.

## Características
El reflejo de Landau no es un reflejo primitivo, pues aparece en recién nacidos de manera involuntaria después del nacimiento. Para la maniobra que comprueba el reflejo de Landau, se coloca al niño en decúbito ventral y se le sostiene en posición horizontal, con una mano del examinador en su vientre formando ángulo recto con el antebrazo. Como respuesta, levanta la cabeza, arquea la espalda y las piernas (a veces también los brazos) se extienden hacia atrás.
El reflejo de Landau ayuda a los bebés a coordinar la parte superior e inferior del cuerpo y fortalece los músculos de la espalda y el cuello. El reflejo se vuelve más difícil de provocar después del año de edad. De persistir el reflejo de Landau más allá de un año, puede indicar problemas de memoria a corto plazo, desarrollo motor deficiente o tono muscular bajo. La ausencia del reflejo de Landau también puede indicar un trastorno neurológico, como parálisis cerebral o enfermedad de la neurona motora.